# Сентре (Аверон)
Сентре (фр. Centrès) насеље је и општина у јужној Француској у региону Миди Пирене, у департману Аверон која припада префектури Родез.
По подацима из 2011. године у општини је живело 550 становника, а густина насељености је износила 14,98 становника/km². Општина се простире на површини од 36,71 km². Налази се на средњој надморској висини од 541 метар (максималној 605 m, а минималној 320 m).

## Демографија
| 1962. | 1968. | 1975. | 1982. | 1990. | 1999. | 2011. |
| ----- | ----- | ----- | ----- | ----- | ----- | ----- |
| 937   | 1.012 | 933   | 826   | 699   | 599   | 550   |

График промене броја становника у току последњих година